# Écho en crochet

Formation et dissipation d'un écho en crochet (échos au centre de l'image) à Kansas City (Missouri)

L’écho en crochet est une signature caractéristique dans la forme des échos radars de réflectivité de bas niveau d’un nuage de type cumulonimbus dans les données d’un radar météorologique. Il est relié à un mésocyclone dans un orage supercellulaire et est souvent associé à la présence d'une tornade. La présence de ce crochet est dû à la descente des précipitations (pluie, grêle), et même de débris, dans le courant descendant derrière l'orage qui s'enroulent autour courant ascendant à l'avant. On le retrouve en général dans le quadrant sud ou sud-ouest du système. Sa présence est tellement bien corrélée avec la présence de tornades que les météorologues du National Weather Service américain vont envoyer une alerte de tornade lorsqu'il apparaît sur les sorties radar. Cependant, sa présence est moins évidente pour des tornades de faible importance dans des orages à forte pluviométrie et ce n'est donc pas le seul indice que les météorologues vont regarder.

## Histoire

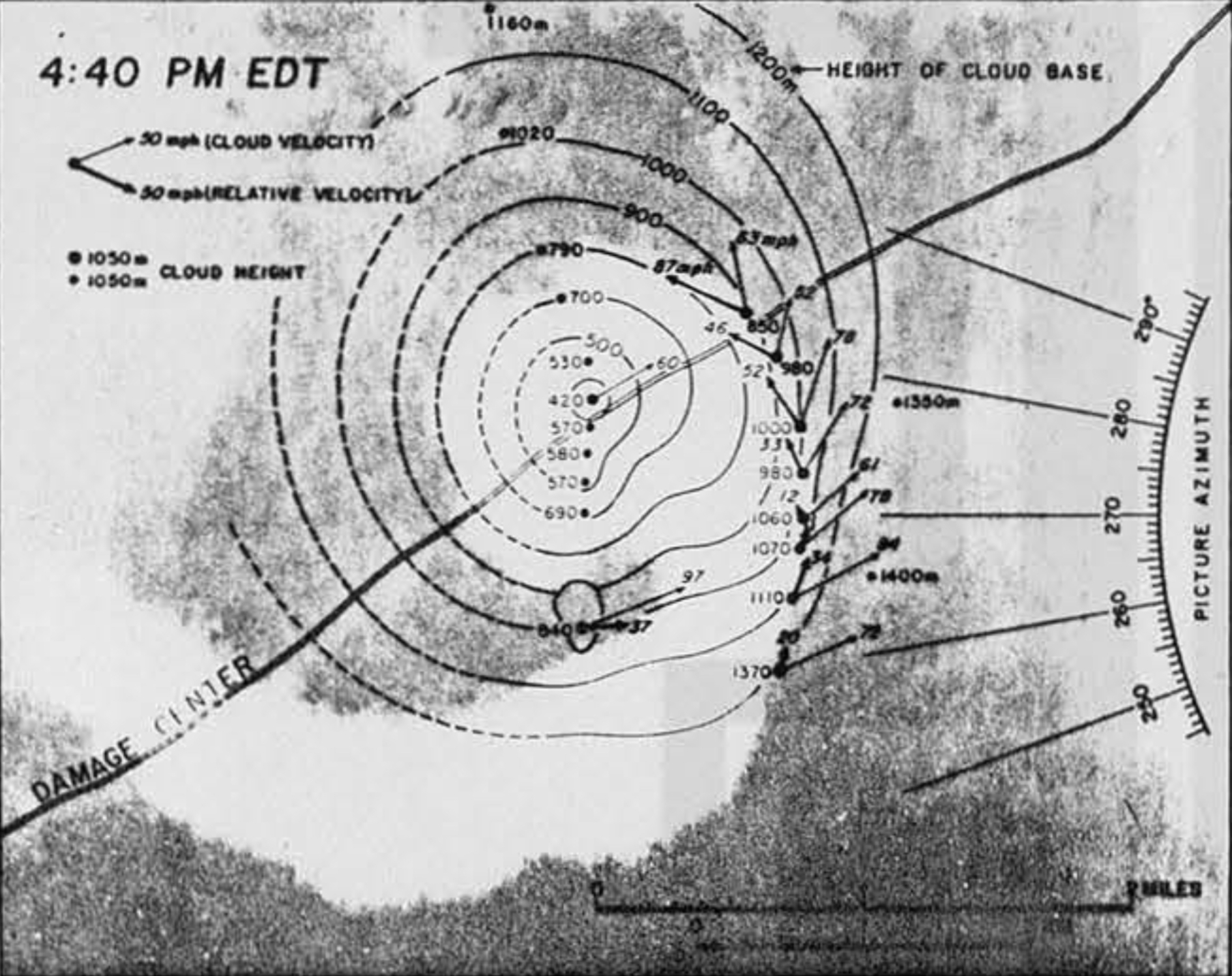
Photo et analyse du crochet (en blanc) lors de la tornade de Xenia (Ohio) en 1974.

Tôt au début de l'utilisation des radars météorologiques à l'analyse des orages, la présence d'échos en crochet a été noté. En 1949, E. M Brooks a publié un papier décrivant des échos radar en rotation autour d'un centre dans le quadrant sud-ouest d'orages supercellulaires. Ces circulations avaient un rayon entre 8 et 16 kilomètres et il les nomma « cyclones de tornade ». Le 9 avril 1953, Donald Staggs, un ingénieur en électricité travaillant pour le Illinois State Water Survey, est le premier à filmer les sorties de réflectivité d'un orage produisant une tornade sur lequel il note un écho en crochet,. M. Staggs faisait une étude sur l'utilisation du radar météorologique pour estimer les quantités de pluies tombées sur un bassin hydrographique lorsqu'une tornade s'est produite dans son territoire d'étude et qu'il a pu relier celle-ci avec la sortie radar.
Le docteur Tetsuya Théodore Fujita documenta en grand détails d'autres supercellules le même jour et a conclu que l'écho en crochet était dû à une rotation. En 1962, J. R. Fulks a été le premier à émettre une hypothèse sur les courants ascendant et descendant dans le nuage qui pouvaient causer cette rotation et donner l'écho en crochet. Le développement de radars météorologiques pouvant noter le déplacement des précipitations dans les orages grâce à l'effet Doppler-Fizeau au milieu des années 1960 a confirmé les liens entre l'écho en crochet et la présence d'un fort cisaillement horizontal des vents en rotation.

## Théorie

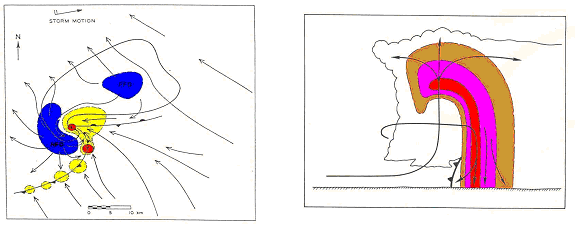
Structure horizontale et verticale d'un orage supercellulaire vu par radar.

Dans la partie de gauche de l'image à gauche, nous pouvons voir la structure horizontale d'un orage supercellulaire à bas niveau. Les zones en bleu sur cette figure montrent où l'air descend dans ce type de nuage donnant des rafales au sol. Les zones en jaunes montrent l'air en ascension. Dans la verticale, partie de droite, une coupe des réflectivités montrent une voûte sans échos là où le fort courant ascendant permet à l'humidité des parcelles d'air en convection de ne se condenser qu'à très haut niveau. Ce dernier se trouve dans la partie entrant dans le nuage alors que les précipitations se trouvent dans la partie arrière.
On remarque dans le flanc sud que la circulation est en rotation entre la zone bleu à l'arrière et la jaune du courant ascendant. Les deux courants entrent en interaction et c'est à cet endroit que les tornades peuvent se produire. Comme le radar notent seulement les précipitations, celles-ci enveloppent depuis l'arrière le secteur du courant ascendant à bas niveau et forme le crochet.
Ce crochet n'est pas toujours évident dans les supercellulaires à fortes précipitations (HP). La pluie de ceux-ci a tendance à être à plus bas niveau dans le courant ascendant et remplie une partie du crochet. La forme est plutôt celle d'un rein dans ce cas. Les radars plus récents, comme les NEXRAD et ceux du réseau canadien de radars météorologiques, obtiennent la vitesse instantanée des gouttes de pluie en plus de leur taux de précipitations. Cette donnée permet de noter tout mésocyclone dans l'orage et de remédier à une mauvaise détection du crochet.

## Description

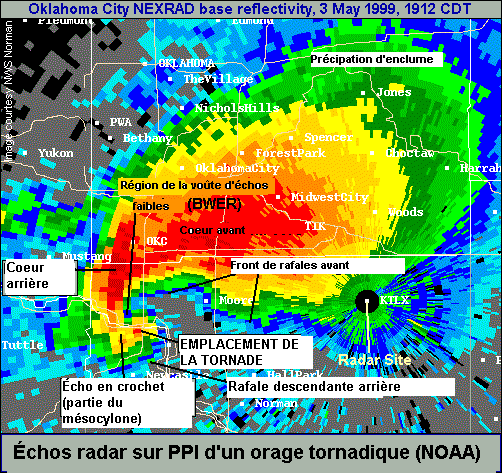
Images des échos radar montrant une coupe horizontale du nuage tornadique lors des tornades de l'Oklahoma du 3 mai 1999 (Source NOAA)

Dans l'image radar d'un PPI (Plan Position Indicator) de bas niveau à droite, on peut voir les échos radars provenant de la plus importante tornade qui s'est produite lors d'un épisode tornique en Oklahoma le 3 mai 1999. La zone en forme de crochet est celle où le vortex se situe, juste à gauche du secteur où il n'y a pas de précipitations (site du courant ascendant). On peut remarquer la correspondance avec les schémas théoriques :
- Le cœur de précipitations avant correspond à la chute des précipitations produites en altitudes par le courant ascendant ;
- Le cœur arrière est associé avec le courant descendant des niveaux moyens.

Comme l'animation en début d'article le montre, ces crochets ont une durée de vie limitée. Ils dépendent de l'équilibre entre les courants dans le nuage et de la présence d'une rotation dans ce couplet. La configuration peut durer seulement quelques minutes dans le cas de faibles tornades ou plus d'une heure en reformation constante pour des supercellules de longue vie.